# Драгутин Ристић
Драгутин Ј. Ристић (Београд, 2. фебруар 1872 — Београд, 5. јануар 1959) био је српски и југословенски дивизијски генерал.

## Биографија
Драгутин Ристић је рођен 2. фебрура 1872. године у Београду, у официрској породици. Завршио је Нижу школу Војне академије у 25. класи и Вишу школу Војне академије у 11. класи. Након завршеног школовања 1896. године, командовао је четом у Првом и Шеснаестом пешадијском пуку до 1903. године, када постаје командир друге чете Седмог пешадијског пука. Од 1905. године је био командир чете Пешадијске подофицирске школе.
Оженио се Мицом Новаковић, кћерком председника Главне контроле, 1904. године.
Током Балканских ратова 1912—1913, командовао је Четвртим пешадијским пуком првог позива и Шестим пешадијским пуком. За време Првог светског рата је командовао Тринаестим пешадијским пуком „Хајдук Вељко” и Трећим пешадијским пуком. Од 1916. године је постављен за команданта пешадијске бригаде у саставу Моравске дивизије.

### Ослобођење Великог Бечкерека
У наступању српске војске кроз Банат 1918. године, предводио је Челни батаљон Другог пешадијског (Гвозденог) пука „Књаз Михајло”. Пуковник Ристић је стигао 9. новембра у ослобођено Панчево, где га је сачекао командант Гвозденог пука потпуковник Михаило Ковачевић и обавестио да пристиже делегација Српског народног већа из Великог Бечкерека.
Пуковник Ристић је 17. новембра 1918. године око 10 часова, стигао возом на железничку станицу у Великом Бечкереку, где га је сачекао др Славко Жупански, председник Српског народног већа. Војска на челу са пуковником Ристићем се у победничком дефилеу упутила према Жупанијској палати, да би од аустроугарског поджупана Јанка Агоштона преузела власт. Одмах је издата наредба о поступању са војницима поражених формација и захтевању послушности становништва према новим властима. Након тога, пуковник Ристић се са балкона обратио присутном народу који се сакупио испред Жупанијске палате да поздрави ослободиоце:
Сад сте, браћо и сестре Бечкеречани и сви присутни из целог Баната, под заштитом ваше браће – војске краља Петра I. Под истом заштитом биће и све друге народности, које стотинама година живе са вама заједно, на негдашњој области деспота Ђурђа Бранковића.
Пошто је обезбедио ред у граду и мирну предају власти Српском народном већу, пуковник Ристић је наставио офанзиву кроз Банат и 21. новембра ослободио Турски Бечеј и Врањево.

### Послератни живот
За команданта окружне војне команде у Великом Бечкереку је именован 6. марта 1919. године. На том положају је остао до 7. јула, да би био постављен за команданта Граничне трупе. Од 2. априла 1923. године, нашао се на месту вршиоца дужности команданта Битољске (Вардарске) дивизијске области.
У чин дивизијског генерала је унапређен 21. октобра 1923. године.
Поново се оженио 1926. године са Даницом, кћерком пешадијског мајора Јосифа Продановића из Београда.
Пензионисан је 12. децембра 1927. године, а 15. марта 1928. године му је одобрено право на ношење униформе. Живео је повучено у стану у Хиландарској улици бр. 29 у Београду.
Фотографија пуковника Ристића је до 1941. године стајала у кабинету градоначелника Великог Бечкерека, који је 1935. године променио име у Петровград. На Жупанијској палати, постављена је спомен плоча на месту са којег се пуковник Ристић обратио народу 17. новембра 1918. године, али је уклоњена на почетку окупације у Другом светском рату 1941. године.
У његову част, село Карлово код Новог Бечеја, који је Ристић ослободио, у међуратном периоду је носило име Драгутиново.
Прослави 20. годишњице ослобођења Петровграда, одржаној 17. новембра 1938. године, присуствовао је и пензионисани генерал Ристић. На железничкој станици га је сачекао др Славко Жупански, на истом месту где су се сусрели две деценије раније.
Сахрањен је на парцели 26 на Новом гробљу у Београду.

## Наслеђе
Улица којом је пуковник Ристић 17. новембра 1918. године прошао кроз Велики Бечкерек до Жупанијске палате, још у међуратном периоду је добила име Улица бригадира Ристића. Више пута је мењала назив након Другог светског рата, али је 1992. године поново понела Ристићево име.
Приликом реновирања Градске куће 2003. године, обновљена је плоча у част пуковника Ристића, уништена 1941. године.
Насеље Бригадира Ристића у Зрењанину, изграђено током осамдесетих и деведесетих година, такође носи име Драгутина Ристића.
Драгутиново се 1947. године спојило са селом Беодра, па је названо Ново Милошево
Улице бригадира Ристића постоје у Зрењанину и Новом Бечеју, док у Кикинди постоји Улица Драгутина Ристића. До 1941. године је у Панчеву постојао Кеј бригадира Ристића.

## Унапређења у чинове
| Година            | Чин                |
| ----------------- | ------------------ |
| 1895.             | потпоручник        |
| 1901.             | капетан            |
| 1904.             | капетан прве класе |
| 1. октобар 1915.  | пуковник           |
| 21. октобар 1923. | дивизијски генерал |

## Одликовања

### Домаћа одликовања
- Орден Карађорђеве звезде са мачевима IV реда
- Орден Карађорђеве звезде IV реда
- Орден Белог орла са мачевима
- Орден Светог Саве III реда

### Страна одликовања
- Официр Легије части (Француска)